# José Pequito Rebelo
José Adriano Pequito Rebelo (Gavião, Alentejo, 21 de mayo de 1892-1983) Aviador, publicista, economista y latifundista portugués, adscrito al llamado integralismo monárquico.

## Biografía
Nacido en el seno de una familia monárquica, el 21 de mayo de 1892 en Gavião,, cursó las primeras letras en el Colegio Jesuita de Campolide. Posteriormente, accedió a la Universidad de Coímbra en el curso 1908-1909, cursando estudios de Derecho. En sus años universitarios, tomó conciencia política, siguiendo la tradición familiar latifundista y conservadora. Se fue a París al exilio, con su familia, a comienzos de 1910's, donde se convirtió al monarquismo de Action Française. Regresó a Portugal en 1914, siendo uno de los fundadores de Integralismo Lusitano.
En 1917, durante el final de la I República, cuando Sidónio Pais accedió al poder, los integralistas colaboraron activamente con su gobierno, y como recordó Hipólito Raposo, a Pequito se le ofreció el cargo de Comissário Geral da Agricultura, que sin embargo rechazó, dada su fuerte convicción monárquica, aunque Pais fuese un “homem de tal categoria intelectual e moral”.
Fue miembro de la generación originaria de integralistas lusitanos junto con figuras como António Sardinha, Hipólito Raposo, Luís de Almeida Braga, Rolão Preto, Alberto de Monsaraz o Alfredo Pimenta, bosquejando Pequito Rebelo la doctrina integralista en un artículo de la revista Nação Portuguesa, «República democrática versus monarquía integral», donde criticaba la soberanía popular y clamaba por una jerarquía tradicional. Sería combatiente en la Primera Guerra Mundial, y tomó parte en la conjura monárquica de la sierra de Monsanto en enero de 1919, en donde resultó gravemente herido, al perforarle una bala el omóplato.
Seguidor del panhispanismo de António Sardinha, apostaba por una alianza peninsular, no como unión política, sino manteniendo la autonomía de España y Portugal. Colaboró en el primer número de Acción Española. Combatió como piloto en el bando sublevado durante la guerra civil Española (1936-1939), y en 1940 fue investido caballero de la Orden de la Torre y de la Espada, antigua Orden Militar portuguesa creada en 1459 por Alfonso V al conquistar Fez. Durante las Guerras de África (1961-74), sirvió en las fueras militares portuguesas en Angola, integrándose con su avión privado en las Formações Aéreas de Voluntários" (FAV's). También lanzó la Editora Biblioteca do Pensamento Político, que ejerció oposición al Estado Novo, abogando por el monarquismo y epicentro del movimiento Renovação Portuguesa. En 1969 aunque no era candidato a diputado, transformó su casa de Lisboa en la sede de campaña de la Comissão Eleitoral Monárquica. Tuvo trato cercano a Eugenio Vegas Latapie.
Gran propietario agrario en el Alentejo, fue un ardiente defensor del latifundismo y del "Movimiento Agrario". Trató de conciliar en sus escritos las contradicciones entre la saudade y el sebastianismo y entre el ruralismo y el colonialismo. En 1974 defendería que «sin las enseñanzas de António Sardinha, no habría habido Salazar, ni un Marcelo Caetano, ni siquiera un Alberto Franco Nogueira». Falleció en 1983.

## Obras
- —— (1929)  A térra portuguesa (Esbogo de urna doutrina agrária)[23]
- —— (1936) Anti-Marx.[24][n. 2]
- —— (1939) Espanha e Portugal. Unidade e dualidade peninsular.[11]
- —— (1945) Pela Dedução à Monarquia.[25]
- —— (1949) Em Louvor e Defesa da Terra.[19]
- —— (1959)  Agricultura e técnica.[23]